# Manifest (skivbolag)
Manifest var ett skivbolag inom proggrörelsen som var verksamt 1974–1985 i Luleå.
Manifest bildades 1974 sedan bandet Anton Swedbergs Swänggäng ville ge ut en LP. De gav medlemmarna Lena Strand och Hasse Pettersson i uppdrag att bilda en arbetsgrupp. De i sin tur bad Staffan Erstam och Kjell Sundvall (som under några år hade lagt turnéer i Norrbotten för Nynningen, Samla Mammas Manna med flera) att ingå i gruppen. Tillsammans bildades Föreningen för Musik Manifest, förkortat Manifest, med uppdrag att producera plattor med musik från Norrbotten. Jan-Olof Schill, chef för MNW, tyckte att "Det där kan ni väl göra själva i Luleå. Men vi kan hjälpa till med teknik och ekonomi." 
Först att produceras blev två liveinspelade konserter med hela Anton Swedbergs. Anton var en "paraply-orkester" för sex-sju grupper och solister men även med egen repertoar och därmed ganska pampiga nummer. Därefter ett inspelat urval av Norrlåtars forskningsprojekt med Rikskonserter, med dokumentation av gamla spelemän och deras musik i Norrbotten. Den skivan kom att ges ut först för att hinna säljas på Jokkmokks marknad i februari. Anton Swedbergs platta kom ut därefter med numret 001. Den innehåller olika sorters musik och ger en känsla av den publikkontakt som deras konserter var kända för. Båda albumen såldes i ungefär 6 000–8 000 exemplar vilket ansågs bra för ett icke-kommersiellt bolag. Den ekonomiska brytpunkten låg vid ungefär 1 200 sålda exemplar. Den första tiden utgavs även album med Norrbottens Järn (med bland andra Ted Ström) jazzgruppen Kornet med Stefan Nilsson, rockgänget Rekyl, J.P.Nyströms och Tomas Forssell. Manifest arbetade tillsammans med MNW, SAM-distribution och deltog i bildandet av Nordiska Ickekommersiella Fonogramproducenters Förening (NIFF), numera Svenska oberoende musikproducenter (SOM). Manifest upphörde 1985, då bolaget uppgick i MNW, senare uppköpt av EMI. På skivbolaget Silence vind i Värmland lär det fortfarande ligga mastrar från "de första gyllene åren." 
Manifest arrangerade även två utsålda konserter på Stockholms Konserthus som spelades in och sändes av SR.
Anders Burman, grundare av skivbolaget Metronom, var "surt avundsjuk" i all vänskaplig anda och gav många kamratliga råd om branschen och många fällor. Han ansåg PO Åström vara Sveriges "svar på Neil Young. Borde kunna slå även internationellt"
Logotypen är gjord av Erik Svanberg, Staffan Erstam och Kjell Sundvall på en vägg på Sunderbyns Konstlinje och är fyra meter.
Manifest fick genom Norrbottens Bildningsförbunds mentor Bengt Andersson Sveriges andra exemplar av en Nagraspelare med stereo. Den kostade hisnande 32 000 och bekostades av Kempe-fonden.
Norrbottens Järn blev Manifests stora publika genombrott med 63 000 sålda ex. 
Bland tidiga aktiva på Manifest märktes även Kjell Sundvall, då på SR:s Ungdomsradio. Han fick dock aldrig delta officiellt eftersom han var anställd av SR:s "Ungdomsradion" och fick enligt kontrakt inte vara jävig – vilket han ändå blev anmäld och utredd för.

## Övriga utgivningar (urval)
- Andreas Aarflot
- Burträskar'a
- Drift
- Tomas Forssell
- Grace
- J.P. Nyströms
- Kylans Rockorkester
- Njutånger
- Börje Zettervall